# Giovanni Mangiante
Giovanni Mangiante (Brescia, 28 d'agost de 1893 – Brescia, 6 de desembre de 1957) va ser un gimnasta artístic italià, que va competir a començament del segle xx. Era germà del també gimnasta Lorenzo Mangiante.
El 1912 va prendre part en els Jocs Olímpics d'Estocolm, on va guanyar la medalla d'or en la prova del concurs complet per equips del programa de gimnàstica.